# Lhotka u Litultovic
Lhotka u Litultovic (1869–1950 a od 1. ledna 1979 do 31. srpna 1990 Lhotka, německy Oehlhütten) je obec v okrese Opava v Moravskoslezském kraji. Žije zde 225 obyvatel.

## Historie
První písemná zmínka o obci pochází z roku 1381. K roku 1542 je zaznamenána podoba názvu Lhotka.

## Obyvatelstvo
| Rok            | 1869 | 1880 | 1890 | 1900 | 1910 | 1921 | 1930 | 1950 | 1961 | 1970 | 1980 | 1991 | 2001 | 2011 | 2021 |
| -------------- | ---- | ---- | ---- | ---- | ---- | ---- | ---- | ---- | ---- | ---- | ---- | ---- | ---- | ---- | ---- |
| Počet obyvatel | 418  | 410  | 358  | 357  | 349  | 340  | 361  | 240  | 247  | 207  | 192  | 177  | 187  | 187  | 212  |
| Počet domů     | 72   | 91   | 67   | 68   | 84   | 81   | 88   | 88   | 68   | 64   | 59   | 81   | 85   | 88   | 89   |

## Obecní správa
Mezi lety 1869–1978 Lhotka u Litultovic byla obcí v okrese Opava. Od 1. ledna 1979 do 31. srpna 1990 patřila jako část městyse k Litultovicím a od 1. září 1990 je opět samostatnou obcí.

### Obecní symboly
Znak a vlajka byly obci uděleny rozhodnutím předsedy Poslanecké sněmovny Parlamentu České republiky dne 8. června 2004.

## Pamětihodnosti
- Kaple Nejsvětější Trojice se zvonicí

### Zaniklé stavby
- Větrný mlýn

## Galerie

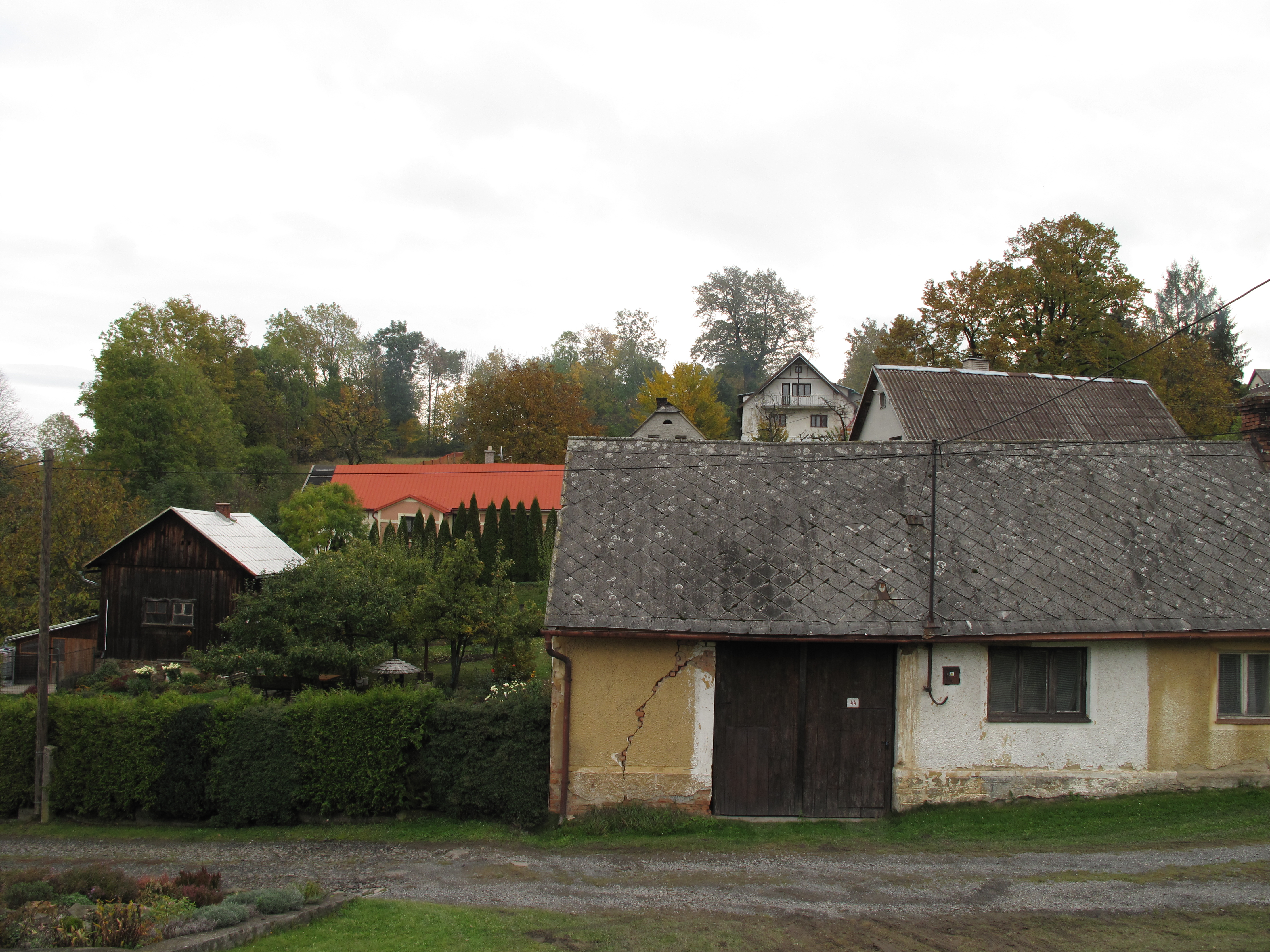
Střechy domů
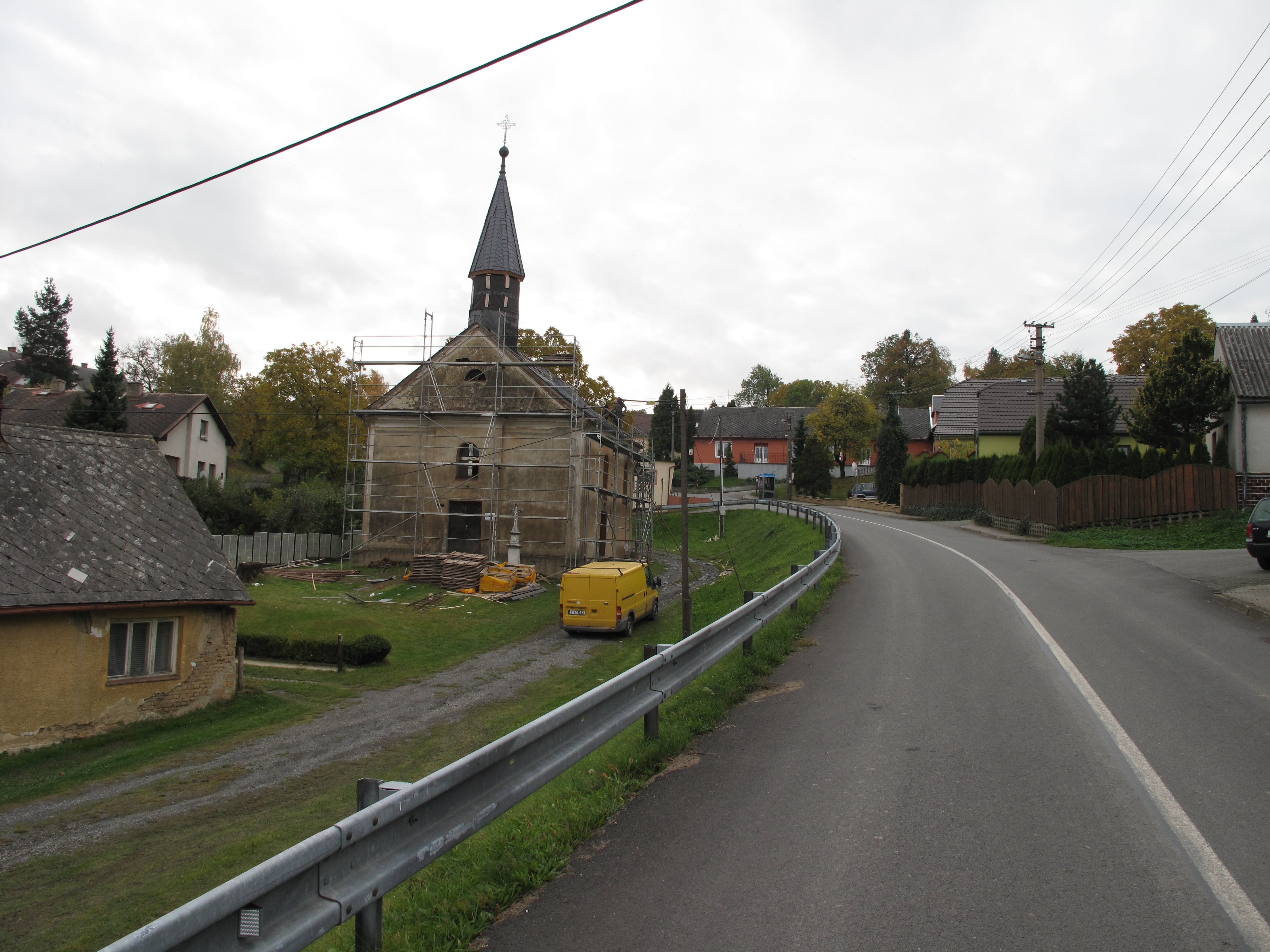
Oprava kapličky (2016)
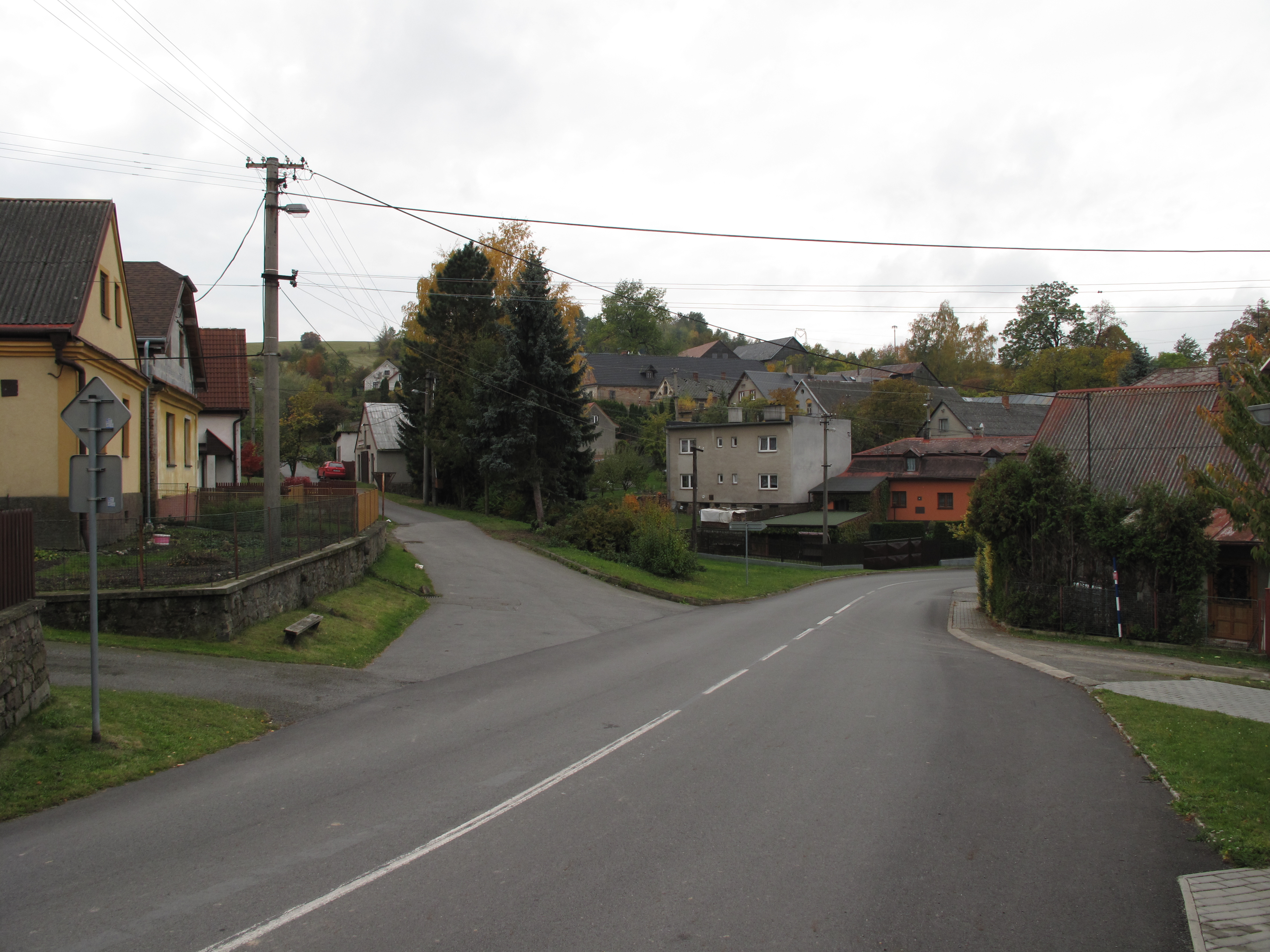
Křižovatka